# Marco Antonio II Colonna
Marco Antonio Colonna (Civita Lavinia, 1535 - Medinaceli, 1 de agosto de 1584); III duque y I príncipe de Paliano, almirante, general y virrey de Sicilia.

## Biografía
Fue hijo de Ascanio Colonna, además de primo adoptivo de Alfonso de Ávalos, famosos ambos por su servicio a Carlos I de España y V del Sacro Imperio Romano Germánico. Su madre era Juana de Aragón, sobrina del difunto rey Fernando I de Nápoles, la cual se divorció notoriamente de Ascanio y se llevó consigo a Marco Antonio cuando éste contaba un año. El joven Colonna creció siendo esencialmente enemigo político de su padre, que le desheredó, pero se cree que tampoco guardó una gran relación con su madre, y cuando llegó a la edad de casarse y servir en la milicia, marchó sin mirar atrás. El emperador Carlos le asignó al séquito de Fernando Álvarez de Toledo y Pimentel, futuro Duque de Alba, y con su patrocinio participó en la batalla de Marciano y los combates de Siena de 1554.
En 1555, Colonna, ahora nombrado oficial de caballería en los tercios de Nápoles y dueño del ducado paterno de Paliano por intercesión del emperador, visitó Roma para proponer organizar una rebelión contra el francófilo Papa Paulo IV, pero se vio obligado a desistir cuando Paulo le hizo arrestar. Marco Antonio escapó a Paliano, pero su madre Juana, su esposa Felicia Orsini y el cardenal aliado Guido Sforza fueron todos capturados. Viendo la poca defensa de la plaza ante las tropas papales, Marco Antonio regresó al Virreinato de Nápoles, donde se reencontró con su padre, exiliado por los mismos motivos pero encarcelado por acusaciones de traición contra el emperador, y obtuvo con él una tibia reconciliación y su herencia antes de la pronta muerte de Ascanio. A finales de año, Juana y Felicia lograron escapar y reunirse en Nápoles con él, provocando la ira del pontífice, ahora claramente aliado con Francia.
Al año siguiente, el Papa arrebató a los Colonna el ducado y se lo entregó a su sobrino Giovanni Caraffa, pero la guerra contra España permitió a Marco Antonio obtener su retribución. Acompañó al Duque de Alba a su marcha contra los Estados Pontificios, tomando personalmente Paliano, Palestrina y Terracina, y coronándose con una victoria en Valmontone que burló al gran francés Francisco de Guisa y amenazó la propia Roma. Guisa no trató de atacar las defensas del Duque de Alba, y tras la derrota francesa en San Quintín en 1557 se vio obligado a regresar urgentemente a Francia, por lo que Alba y Colonna consiguieron la rendición del Papa. Marco Antonio entró triunfalmente en Roma, donde Paulo moría poco después, entre turbas que mutilaron su estatua, y era reemplazado por Pío IV. Con apoyo de Felipe II, nuevo rey de España, los Colonna recuperaron sus dominios, y Marco Antonio fue premiado con el Toisón de Oro, la Espuela de Oro y la lugartenencia de Nápoles.
Colonna pasó los siguientes años entre la corte española y la política italiana, donde su poder fue en aumento, aunque su alianza con el Duque de Alba se debilitó a causa del acercamiento de éste a los Caraffa, que empujó a su vez a los Colonna hacia Ruy Gómez de Silva, Príncipe de Éboli y rival de Alba en España. Así mismo, trabajaría en adelante con los Papas para lograr la unidad religiosa en Italia y con suerte en el resto de Europa contra el imperio otomano. En 1564 participó en la conquista del Peñón de Vélez de la Gomera, donde hubo de ser comandado por un enemigo político autóctono, el genovés Juan Andrea Doria, y seguidamente fue a combatir en el Gran Asedio de Malta contra los turcos, que se coronó con una victoria cristiana. Pío VI pensó en 1567 en enviar a Colonna a Francia para combatir a los protestantes hugonotes, pero no llegó a hacerse debido a la amenaza mahometana.

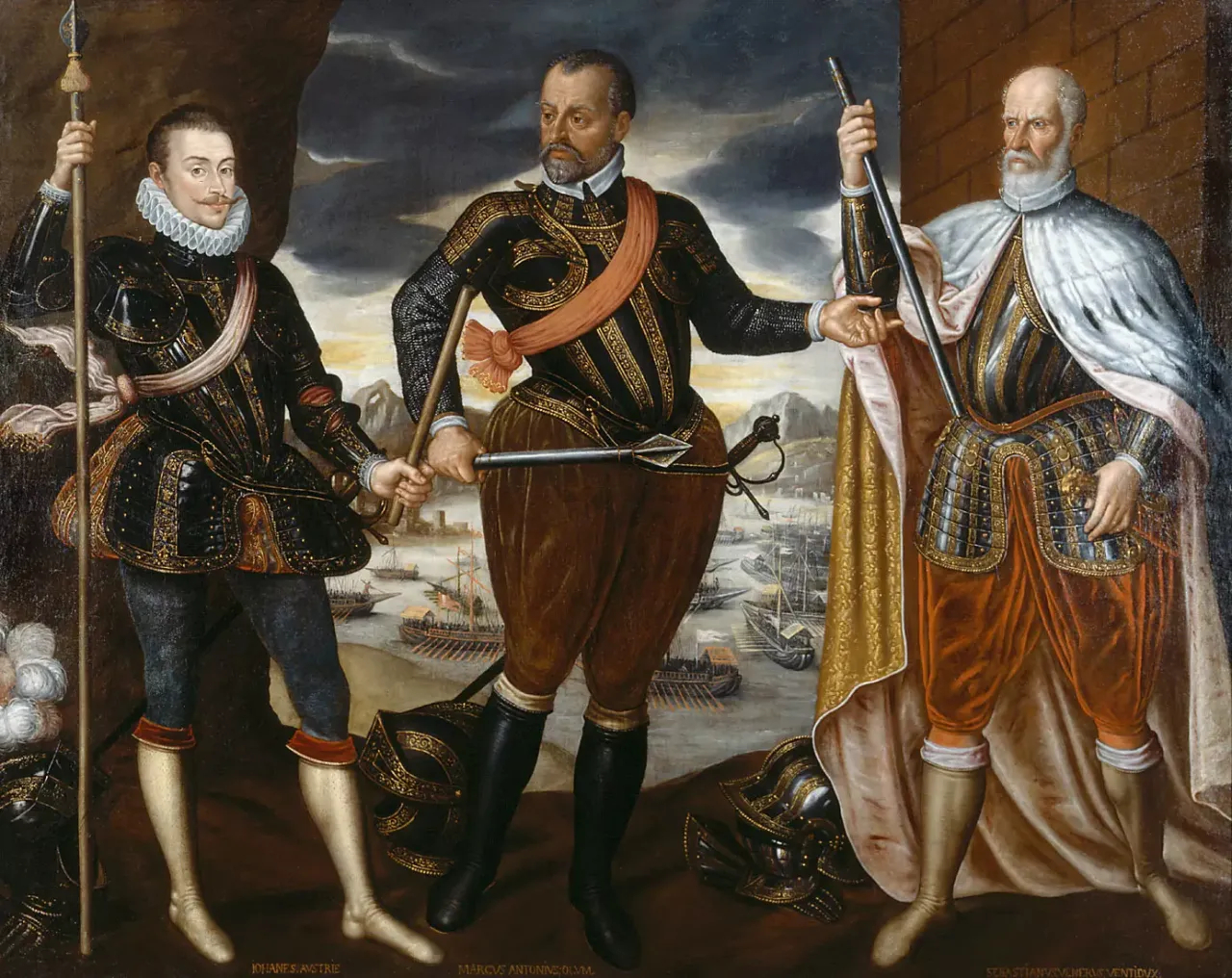
Los vencedores de Lepanto (desde la izquierda: Don Juan de Austria, Marco Antonio Colonna, Sebastiano Venier).

En 1570 fue nombrado capitán general de la flota pontificia del Papa Pío V y pocos meses después fue elegido por la Liga Santa como capitán general de la flota dirigida por Juan de Austria para enfrentarse a los otomanos. Durante la consiguiente Batalla de Lepanto, el 7 de octubre de 1571, dio muestras de gran estratega y valentía, recibiendo dos disparos en el pecho y uno que le destrozó la mano, y salió victorioso. A su regreso a Roma el nuevo papa Gregorio XIII lo ratificó en su puesto de capitán general y lo apoyó para que siguiera su lucha contra los turcos y peleara por la Tierra Santa. Esto último resultó un fracasó debido al pacto que la República de Venecia hizo con los otomanos, después de la ruptura de la Liga Santa.
Colonna era señor de Marino y a la vuelta de la Batalla de Lepanto fue recibido por la población con gran alegría y vítores, proclamándose una fiesta con abundancia de vino. Cada año se repite la misma fiesta en esta región italiana llamada "Sagra dell'uva".
En 1577 fue nombrado virrey de Sicilia por el rey de España Felipe II, sucediendo a Carlos de Aragón. Implementó una reforma urbanística de Sicilia y una nueva división administrativa con Nápoles, creando una comarca en la isla. Sin embargo, chocó de frente con la nobleza siciliana, poco dispuesto a favorecerles en gran contraste con su predecesor, y ello le trajo problemas con la corte. Se decía además que Marco Antonio tenía un affair con Eufrosina de Siracusa, la esposa del barón de Miserendino, Calcerano Corbera, el cual apareció misteriosamente asesinado. La agitación política combinada fue suficiente para que la corte decidiera relevarle de su cargo y trasladarle a Milán o Valencia, que al ser puestos de mayor prestigio contentarían a Colonna y no darían la apariencia de una degradación. Sin embargo, Colonna apareció muerto en su viaje a España en 1584, entre especulaciones de una vendetta por parte de los Corbera.